# Birkelandova struja
Birkelandova struja je električna struja koja nastaje zbog specifičnog magnetskog polja u magnetosferi, a teče od repa magnetosfere do osunčane strane magnetosfere u jednom smjeru, te do mračne strane magnetosfere u drugom smjeru. Ta struja nastaje zbog promjena u repu magnetosfere i kada stigne do gornje atmosfere, stvara se polarna svjetlost, na južnom i sjevernom polu.
1903. ju je predvidio norveški istraživač i fizičar O. K. Birkeland, koji je vodio ekspediciju, koja je proučavala polarnu svjetlost. Otkrio je, korištenjem jednostavnog magnetskog mjernog instrumenta, da kada se pojavi polarna svjetlost, igla magnetometra mijenja smjer. To je primijetio i Anders Celsius, skoro sto godina prije. To se moglo desiti samo onda ako je iznad njega u atmosferi tekla “neka struja”. U to vrijeme znanstvenici su ismijavali tu ideju o postojanju “polarne struje”.
Kada su 1960-tih istraživačke rakete prolazile kroz polarno područje, potvrdile su mjerenjem da takve električne struje postoje, kakve je Birkeland predvidio. U njegovu čast, tada su i nazvane Birkelandove struje.

## Svojstva
Birkelandova struja može nositi oko 1 000 000 Ampera. Zbog toga može zagrijati gornje dijelove atmosfere, što dovodi do propadanja satelita u niskim orbitama. Birkelandova struja je isto jedna vrsta plazme.